# Fußball-Südasienmeisterschaft

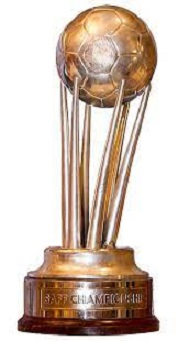
Die Trophäe des Wettbewerbs

Die Fußball-Südasienmeisterschaft, engl.: South Asian Football Federation Cup (SAFF Cup) oder früher South Asian Football Federation Gold Cup, ist ein seit 1993 alle zwei Jahre ausgetragenes Fußballturnier der South Asian Football Federation zur Ermittlung des offiziellen Südasienmeisters. 1993 hieß der Wettbewerb South Asian Association of Regional Co-operation Gold Cup und 1995 South Asian Gold Cup.
Die Länder, die bisher teilgenommen haben, waren Afghanistan, Bangladesch, Bhutan, Indien, die Malediven, Nepal, Pakistan und Sri Lanka. 2023 werden mit Kuwait und dem Libanon erstmals zwei Gastmannschaften teilnehmen.
Mit acht Siegen ist Indien Rekordsieger und auch gegenwärtiger Titelträger.

## Erstteilnahmen
Folgend alle Nationalmannschaften, die bisher an diesem Turnier teilgenommenen haben.
- Fett geschriebene Mannschaften wurden bei ihrer ersten Teilnahme Südasienmeister.
- Kursiv geschriebene Mannschaften waren bei ihrer ersten Teilnahme Ausrichter.
- Mannschaften in Klammern nahmen unter einem anderen Namen zum ersten Mal teil.

| Jahr(e) | Erstteilnehmer       | Erstteilnehmer       | Erstteilnehmer       | Erstteilnehmer       |
| ------- | -------------------- | -------------------- | -------------------- | -------------------- |
| 1993    | Indien               | Nepal                | Pakistan             | Sri Lanka            |
| 1995    | Bangladesch          |                      |                      |                      |
| 1997    | Malediven            |                      |                      |                      |
| 1999    | keine Erstteilnehmer | keine Erstteilnehmer | keine Erstteilnehmer | keine Erstteilnehmer |
| 2003    | Bhutan               |                      |                      |                      |
| 2005    | Afghanistan          |                      |                      |                      |
| 2008    | ( Nepal)             |                      |                      |                      |
| 2009–21 | keine Erstteilnehmer | keine Erstteilnehmer | keine Erstteilnehmer | keine Erstteilnehmer |
| 2023    | Kuwait               | Libanon              |                      |                      |

## Die Turniere im Überblick
| Nepal | Bangladesch |

| Malediven | Pakistan |

| Sri Lanka | Bhutan |

| Bangladesch | Sri Lanka |

| Malediven | Nepal |

| Nepal | Malediven |

| Malediven | Sri Lanka |

| Nepal | Pakistan |

| Libanon | Bangladesch |

## Rangliste
| Rang                  | Land        | Titel | Jahr(e)                                        | 2. Platz |    | Finale | Halbfinale |
| --------------------- | ----------- | ----- | ---------------------------------------------- | -------- | -- | ------ | ---------- |
| 1                     | Indien      | 8     | 1993, 1997, 1999, 2005, 2009, 2011, 2015, 2021 | 4        | 12 | 13     |            |
| 2                     | Malediven   | 2     | 2008, 2018                                     | 3        | 05 | 11     |            |
| 3                     | Bangladesch | 1     | 2003                                           | 2        | 03 | 06     |            |
| 4                     | Afghanistan | 1     | 2013                                           | 2        | 03 | 03     |            |
| 5                     | Sri Lanka   | 1     | 1995                                           | 1        | 02 | 06     |            |
| 6                     | Nepal       |       |                                                | 1        | 1  | 07     |            |
| 7                     | Pakistan    |       |                                                |          |    | 05     |            |
| 8                     | Bhutan      |       |                                                |          |    | 01     |            |
| Jeweilige Rekordmarke |             |       |                                                |          |    |        |            |